# Bulbophyllum kelelense
Bulbophyllum kelelense là một loài phong lan thuộc chi Bulbophyllum.